# La Maná
La Maná is een parochie (parroquia) in Ecuador. Het is de hoofdstad van de kanton La Maná in de provincie Cotopaxi. De stad telde in 2001 17.276 inwoners.